# İhsan Yıldırım Tarhan
İhsan Yıldırım Tarhan (* 24. November 1980) ist ein ehemaliger türkischer Kickboxer und Boxer. Er war im Halbschwergewicht unter anderem Teilnehmer der Olympischen Sommerspiele 2004 in Athen.

## Boxkarriere
İhsan Yıldırım Tarhan gewann zehn Türkische Meistertitel in seiner Alters- und Gewichtsklasse, sowie die EU-Meisterschaft 2003 in Straßburg, die EU-Meisterschaft 2004 in Madrid und die World University Championships 2004 in Antalya. Er besiegte dabei unter anderem Constantin Bejenaru, Aleksy Kuziemski, Babacar Kamara, Kenneth Egan und Danil Shwed.
Darüber hinaus war er Silbermedaillengewinner der Mittelmeerspiele 2001 in Tunis und 2005 in Almería, wobei ihm unter anderem Siege gegen John Dovi und Ahmed Ismail gelangen.
Durch den Gewinn des Olympiaqualifikationsturniers in Plowdiw, wobei er Ștefan Balint aus Rumänien, Tony Davis aus England, Rudolf Kraj aus Tschechien, Terwel Pulew aus Bulgarien und Clemente Russo aus Italien besiegte, konnte er an den Olympischen Sommerspielen 2004 in Athen teilnehmen. Bei Olympia siegte er in den Vorrunden gegen den Neuseeländer Soulan Pownceby und den Kasachen Beibit Schümenow, ehe er im Viertelfinale mit 11:16 gegen den Usbeken Oʻtkirbek Haydarov ausschied.
Zudem war er Teilnehmer der Europameisterschaften 2000 in Tampere, 2002 in Perm, 2004 in Pula und 2006 in Plowdiw, sowie der Weltmeisterschaften 1999 in Houston, 2001 in Belfast, 2003 in Bangkok und 2005 in Mianyang.
Bei der Olympiaqualifikation 2008 in Pescara startete er im Schwergewicht und unterlag dabei gegen Wiktar Sujeu.

## Kickboxen
İhsan Yıldırım Tarhan war danach noch als Kickboxer aktiv, wurde 2009, 2010 und 2011 Türkischer Meister und gewann 2009 eine Bronzemedaille (Low Kick, -91 kg) bei der WAKO-Weltmeisterschaft in Villach.

## Sonstiges
2015 begann er als Sporttrainer und Sportlehrer in Istanbul zu arbeiten.